# Molly Culver
Molly Culver (Condado de Santa Clara, 18 de julio de 1967) es una actriz, presentadora de televisión y modelo estadounidense, reconocida por interpretar el rol de Tasha Dexter en la serie de televisión V.I.P.

## Carrera
Culver ha sido conductora de los shows de VH1 I Love the '70s, I Love the '70s Volume II, I Love the '80s, I Love the '80s Strikes Back, I Love the '90s, I Love the '90s: Part Deux, I Love Toys y I Love the New Millennium. También ha conducido el programa Dirt Rider Adventures del canal canadiense OLN.
Ha estado en comerciales de la tarjeta de crédito Chase Sapphire y de Olive Garden. Fue la presentadora del programa de HGTV All American Handyman, transmitido el 5 de septiembre de 2010.

## Filmografía
| Año       | Título              | Rol                     | Notas                          |
| --------- | ------------------- | ----------------------- | ------------------------------ |
| 1998      | Pacific Blue        | Frances 'Frankie' Deane | Episodio: "With This Ring"     |
| 1998-2002 | V.I.P.              | Tasha Dexter            | 88 episodios                   |
| 2002      | Warrior Angels      | Hunter                  |                                |
| 2006      | Heis                | Rebecca Gordon          | 3 episodios                    |
| 2007      | Moonlight           | The Cleaner             | Episodio: "Dr. Feelgood"       |
| 2009      | Contradictions      | Jennifer                | Video                          |
| 2009      | Pushed              | Katherine               |                                |
| 2009      | It's Complicated    |                         |                                |
| 2010      | The Pack            | Farrell                 |                                |
| 2012      | Smoking/Non-Smoking | Farrell                 |                                |
| 2014-2015 | Criminal Minds      | SSA Tia Canning         | Episodios: "Gabby", "The Hunt" |